# Robert J. Van de Graaff
Robert Van de Graaff (Alabama, 20 de desembre de 1901 - 16 de gener de 1967) va ser un físic nord-americà. Format a la Universitat d'Alabama, va estudiar durant alguns anys a la Universitat de la Sorbona de París, així com a la universitat d'Oxford, en la qual es va doctorar l'any 1928. Al seu retorn als Estats Units va treballar primer a Princeton i, a partir de 1931, va passar a formar part de la plantilla de l'Institut Tecnològic de Massachusetts (MIT).
Entre els seus desenvolupaments més notables destaca el generador elèctric d'alt voltatge que porta el seu nom, construït l'any 1931. Es tracta d'un dispositiu en el qual les partícules elementals se sotmeten a un intens camp elèctric a fi d'accelerar-les. La generació del camp necessari per a això s'aconsegueix mitjançant l'acumulació de càrrega elèctrica sobre un elèctrode aïllat transportada gràcies a una corretja aïllant.